# Pavonia stellata
Pavonia stellata là một loài thực vật có hoa trong họ Cẩm quỳ. Loài này được (Spreng.) Spreng. mô tả khoa học đầu tiên năm 1826.